# Bruce Rauner
Bruce Vincent Rauner (Chicago, 18 febbraio 1956) è un politico e imprenditore statunitense, governatore dell'Illinois dal 2015 al 2019.  Membro del Partito Repubblicano, in precedenza è stato presidente di R8 Capital Partners e presidente della società di private equity GTCR con sede a Chicago.

## Biografia
Rauner nasce a Chicago, nell'Illinois, nel febbraio 1956, e cresce a Deerfield, un sobborgo a qualche chilometro da Chicago, da Ann Erickson (1931-2011), infermiera, e Vincent Rauner (1927-1997), avvocato e vicepresidente dell'azienda per cellulari Motorola.  Ha tre fratelli, Christopher, Mark e Paula, ed è di origine metà svedese e metà tedesca. I suoi genitori divorziarono e suo padre si risposò con l'ex Carol Kopay nel 1981. Attraverso il secondo matrimonio di suo padre, ha una sorellastra, Larisa Olson. Il suo primo lavoro fu come ragazzo dei giornali.
Dopo essersi laureato summa cum laude in economia presso il Dartmouth College, ottiene un MBA all'Università di Harvard.
Dopo essere entrato in politica, diventa il presidente della private equity GTCR, dove ha lavorato per 30 anni. Dopo aver lasciato la società, apre un ufficio per una ditta, che investirà fino a 15 milioni nelle piccole compagnie dell'Illinois.

## Carriera politica
Nel giugno del 2013 ha dichiarato alla stampa e ai media di essersi candidato come governatore per l'Illinois per il Partito Repubblicano. Dopo aver vinto le primarie repubblicane nel 2014 e aver ricevuto l'appoggio da diversi giornali locali come il Chicago Tribune e il Chicago Sun-Times, alle elezioni generali vince e batte il governatore uscente Pat Quinn.
Nel 2018 si ricandida per un secondo mandato ma viene sconfitto dall'avversario democratico J. B. Pritzker.